# Calau-de-pescoço-ruivo
O calau-de-pescoço-ruivo (Aceros nipalensis) é uma espécie de calau do Butão, nordeste da Índia, especialmente em Arunachal Pradexe, subcontinente indiano e sudeste asiático. Está localmente extinto no Nepal devido à caça e à perda significativa de habitat. Restam menos de 10.000 adultos na natureza. Com um comprimento de cerca de 117 cm, está entre os maiores calaus da família Bucerotidae. As partes inferiores, o pescoço e a cabeça são pigmentados em um rico tom de ruivo no macho, mas são pretos na fêmea.

## Taxonomia
O nome científico Buceros nipalensis foi cunhado para o calau-de-pescoço-ruivo pelo naturalista inglês Brian Houghton Hodgson em 1829, que descreveu vários calaus-de-pescoço-ruivo capturados por caçadores em florestas no Nepal. A espécie foi colocada no gênero Aceros por Hodgson em 1844. A autoria do nome do gênero às vezes é creditada a John Edward Gray, mas Gray foi o editor e não o autor da lista. O nome do gênero vem do grego antigo akerōs, que significa “sem chifres”.

## Descrição
A cabeça, o pescoço e a parte inferior do corpo do macho são de cor ruiva, com coloração mais profunda nos flancos e no abdômen. As primárias médias e a metade inferior da cauda têm a ponta branca. O restante da plumagem do calau é verde-escuro brilhante e preto. As penas inferiores da capa da cauda são de cor castanha misturada com preto. A fêmea é preta, exceto pela parte final da cauda e pelas pontas das primárias médias, que são brancas. Os calaus filhotes se assemelham aos adultos do mesmo sexo, mas não têm as cristas na base do bico superior. O bico é mais espesso em sua base. Ele tem várias cristas escuras na parte superior do bico, ausentes nos jovens e que aumentam em número com a idade, até cerca de sete. A comissura dos bicos é quebrada em ambos os sexos.

## Distribuição e habitat

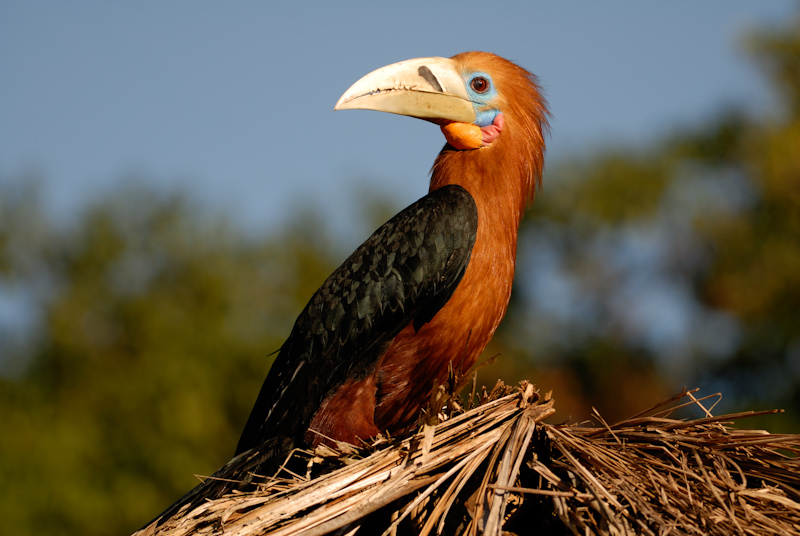
Um filhote no Parque Nacional de Namdapha.

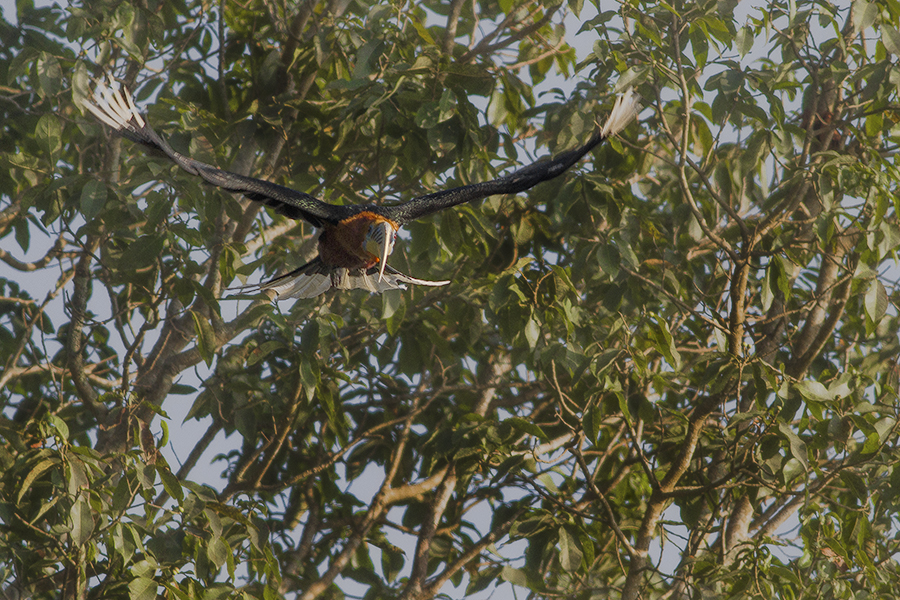
Um adulto em voo no en.

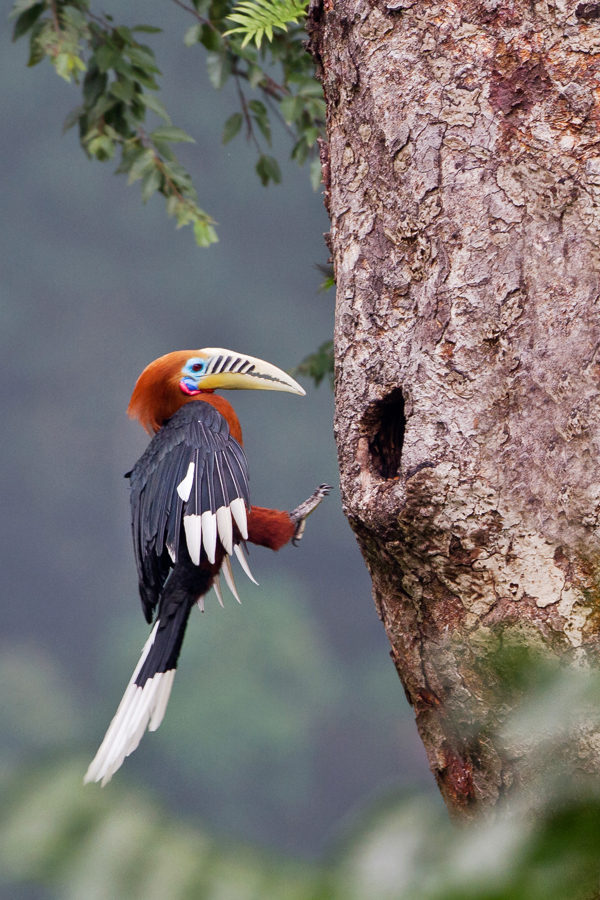
Um adulto no en.

O calau-de-pescoço-ruivo tem a distribuição mais ao norte, indo do nordeste da Índia, centro do Butão até o oeste da Tailândia e noroeste do Vietnã. Ocupa uma área de 1.163.811 km², dos quais 825.837 km² são de florestas. Dentro dessa área, vive em 90 áreas protegidas, compreendendo 54.955 km² de floresta protegida, mas incluindo apenas 7% do habitat ideal do calau.:238 O Santuário de Vida Selvagem Mahananda [en], em Bengala Ocidental, representa seu limite mais ocidental; também foi registrado na Reserva Buxa Tiger [en], no Parque Nacional de Manas [en], no Santuário de Vida Selvagem Eaglenest [en], no Santuário Sessa Orchid [en], no Santuário de Vida Selvagem Kamlang [en], no Parque Nacional de Namdapha e na Reserva Pakke Tiger [en].
Habita predominantemente florestas montanhosas, principalmente florestas temperadas de folhas largas e mistas em altitudes de 150 a 2.200 m, também foi registrado em florestas secas.

## Comportamento e ecologia
O período de nidificação é de março a junho, e as árvores preferidas são altas e têm circunferências largas. Essas comunidades de calaus se deslocam de uma floresta para outra, dependendo da sazonalidade para se alimentar de árvores frutíferas que mudam de acordo com as condições locais. Ao descrever o ovo, Hume (1889) afirma:
O ovo é largo, um pouco comprimido em uma das extremidades, de modo a ser ligeiramente piriforme. A casca é forte e grossa, mas grosseira e totalmente sem brilho, com poros minúsculos em toda parte. A cor é um branco muito sujo, com um tom amarelado pálido e sujo, e em toda parte obscuramente pontilhada, quando examinada de perto, com minúsculas manchas brancas mais puras, devido à sujeira não ter penetrado no fundo dos poros. Ele mede 2'25 por 1'75 polegadas.

## Conservação
Já listada no Apêndice I da CITES, a espécie é vulnerável, mas ocorre em várias áreas protegidas na Índia, China, Tailândia e Butão. Devido ao aumento de informações sobre a área de distribuição e extensão, foi sugerido que o calau-de-pescoço-ruivo fosse rebaixado do status da IUCN de “vulnerável” para “quase ameaçado”.:234
Iniciativas recentes do Wildlife Trust of India [en], do Departamento Florestal de Arunachal Pradexe e de outros cidadãos para conservar os calaus, que também têm como alvo o calau-de-pescoço-ruivo, são o Programa de Adoção de Ninhos de Calau e um programa para substituir o uso de bicos reais por réplicas feitas de fibra.

## Na cultura

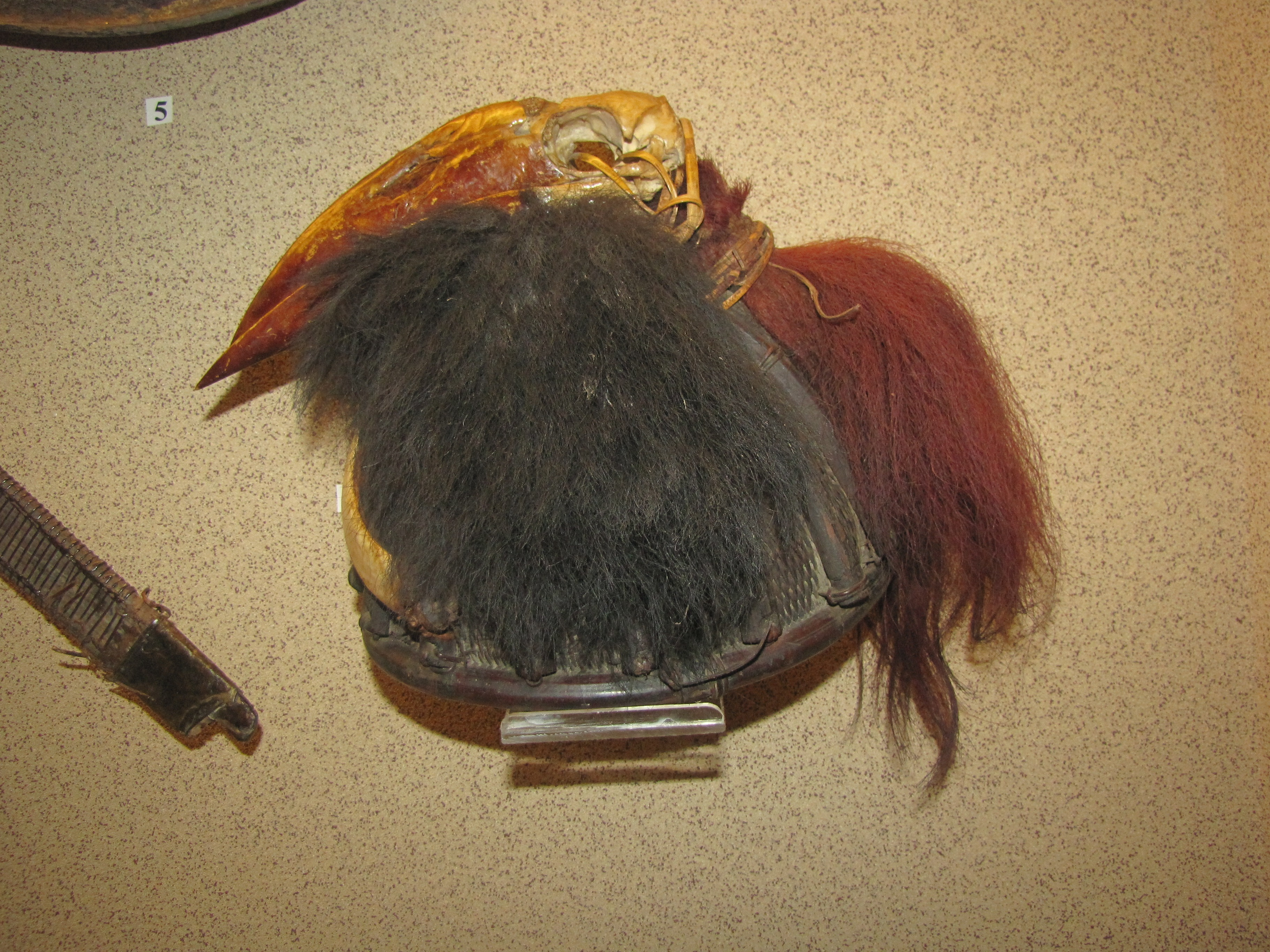
Chapéu de bengala da tribo Minyong do distrito de Siang Oriental, em Arunachal Pradexe, com bico de calau, provavelmente de um calau de cor avermelhada

O calau-de-pescoço-ruivo aparece na literatura sânscrita sob o epíteto vārdhrīnasa, um termo que às vezes também é usado para se referir a outros membros da família Bucerotidae.
Em Arunachal Pradexe, os calaus-de-pescoço-ruivo foram caçados por tribos por causa de suas penas e bicos.